# Е Белфон
Е Белфон (фр. Haye-Bellefond) насеље је и општина у северној Француској у региону Доња Нормандија, у департману Манш која припада префектури Сен Ло.
По подацима из 2011. године у општини је живело 81 становника, а густина насељености је износила 28,72 становника/km². Општина се простире на површини од 2,82 km². Налази се на средњој надморској висини од 120 метара (максималној 137 m, а минималној 92 m).

## Демографија
| 1962. | 1968. | 1975. | 1982. | 1990. | 1999. | 2011. |
| ----- | ----- | ----- | ----- | ----- | ----- | ----- |
| 120   | 128   | 102   | 75    | 62    | 69    | 81    |

График промене броја становника у току последњих година